# Marilyn Waring
Dame Marilyn Joy Waring (Ngaruawahia, 7 ottobre 1952) è un'attivista, politica, scrittrice, economista e femminista neozelandese, membro del Parlamento del suo Paese nelle file del Partito Nazionale tra il 1975 e il 1994.
Nel 1989 Waring ha ottenuto un D.Phil. in economia politica presso l'Università di Waikato con una tesi sul Sistema dei conti nazionali delle Nazioni Unite.
Il suo libro If Women Counted è influente nella letteratura femminista.

## Opere
- Women, Politics, and Power: Essays, Unwin Paperbacks-Port Nicholson Press (1984). ISBN 0-86861-562-5
- If Women Counted: A New Feminist Economics, Harper & Row (1988), republished by Macmillan, Allen & Unwin and University of Toronto Press several times under its original title and as Counting for Nothing
- Three Masquerades: Essays on Equality, Work and Hu(man) Rights, Auckland: Auckland University Press with Bridget Williams Books (1996) ISBN 0-8020-8076-6. Three Masquerades includes references to Waring's years in Parliament, which she describes as "an experience of counterfeit equality". It also looks at her experiences with farming and with the development field, where she was "daily confronted with the travesty of excluding women's unpaid work from the policy-making process".
- In the Lifetime of a Goat: Writings 1984–2000, Bridget Williams Books (April, 2004) ISBN 1-877242-09-8
- 1 Way 2 C the World: Writings 1984–2006, University of Toronto Press (2011)